# جورجو استگانی
جورجو استگانی (ایتالیایی: Giorgio Stegani؛ زادهٔ ۱۳ اکتبر ۱۹۲۸ _ درگذشته ۲۰ فوریه ۲۰۲۰) یک کارگردان فیلم، فیلم‌نامه‌نویس و تدوین‌گر اهل ایتالیا بود.
استگانی بیشتر با فیلم‌های وسترن دهه ۱۹۶۰ شناخته شد. او فیلمنامه فیلم‌های وسترنی، خداحافظ رینگو و یک دلار سوراخ شده را نوشت.
وی کارگردان فیلم‌هایی همچون فراتر از قانون و نویسنده مایندادس بوده‌است.